# Amphithéâtre de Fréjus
L'amphithéâtre de Fréjus, ou arènes de Fréjus, est un amphithéâtre romain construit au Ier siècle dans la ville de Forum Julii, aujourd'hui Fréjus.
Ses dimensions étaient de 113 mètres de longueur et 85 mètres de largeur ; il pouvait accueillir de 10 000 à 12 000 spectateurs.
Les arènes de Fréjus font l'objet d’une inscription au titre des monuments historiques depuis 1840. L'édifice est néanmoins profondément remanié entre 2007 et 2012, entièrement recouvert d'une structure moderne en béton.

## Localisation
L'amphithéâtre, bâti à l'extérieur du rempart, à l'ouest de la ville, s'appuie, sur sa moitié nord, contre une colline de grès. Au sud, il s'élève en terrain plat. La façade a disparu, mais il subsiste d'importants murs rayonnants qui assuraient l'ancrage du monument et soutenaient la cavea (les gradins) par un système de voûtes rampantes. Le passage des escaliers d'accès aux premier et deuxième étages était ménagé entre les murs rayonnants des voûtes.

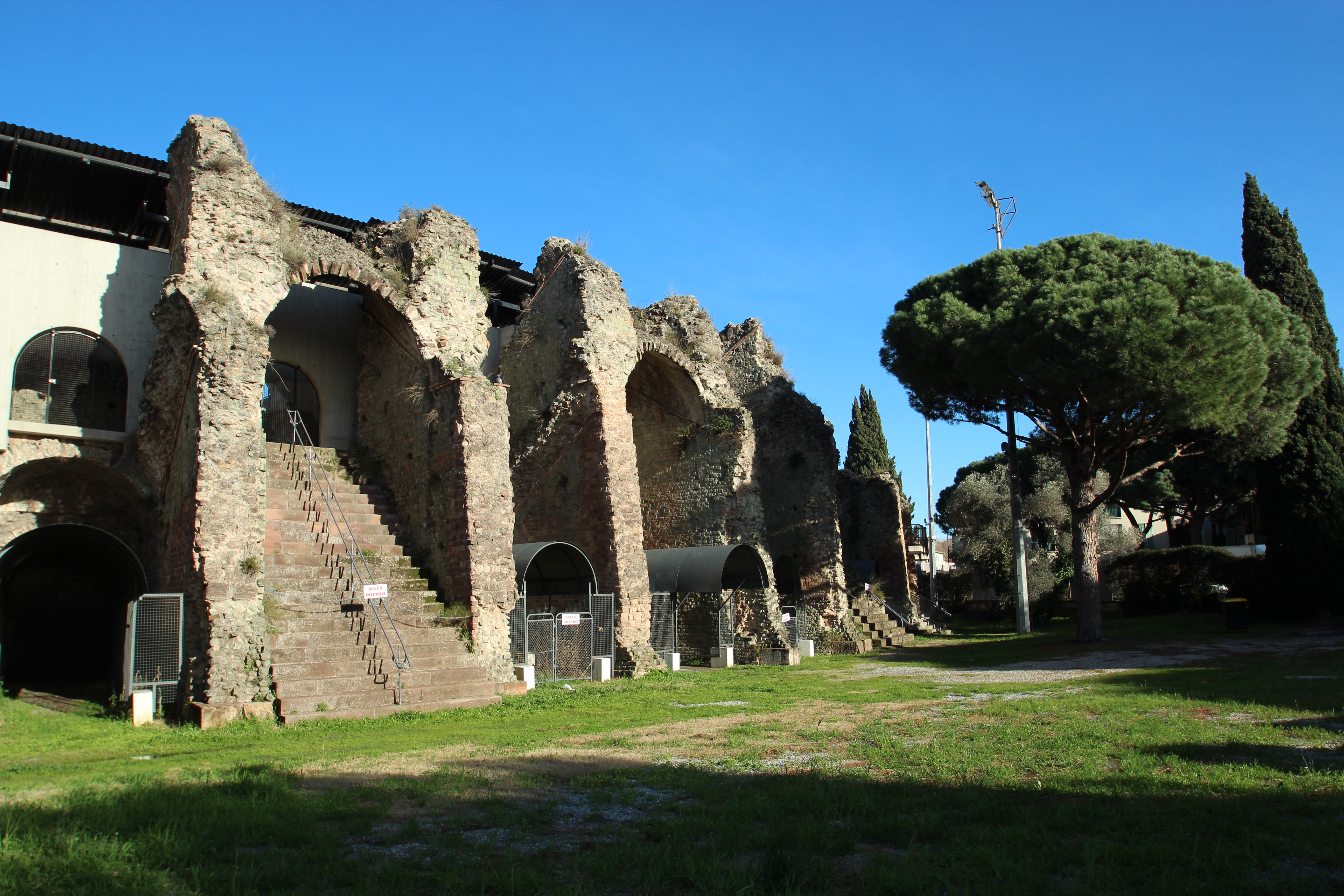
Mur rayonnant et escalier d'accès

L'essentiel de l'édifice est construit en petit appareil de grès vert (opus vittatum), excepté les gradins et les grands blocs servant de base à la façade, qui sont en grès brun. Le grès vert provient d'une carrière locale que l'on a identifiée au lieu-dit La Baume, au nord de Fréjus, près de la route de Bagnols-en-Forêt, dans le Var.
Le choix d'une implantation extérieure à la ville peut se justifier pour des questions de topographie, de gestion de l'espace urbain ou de sécurité.

## Datation

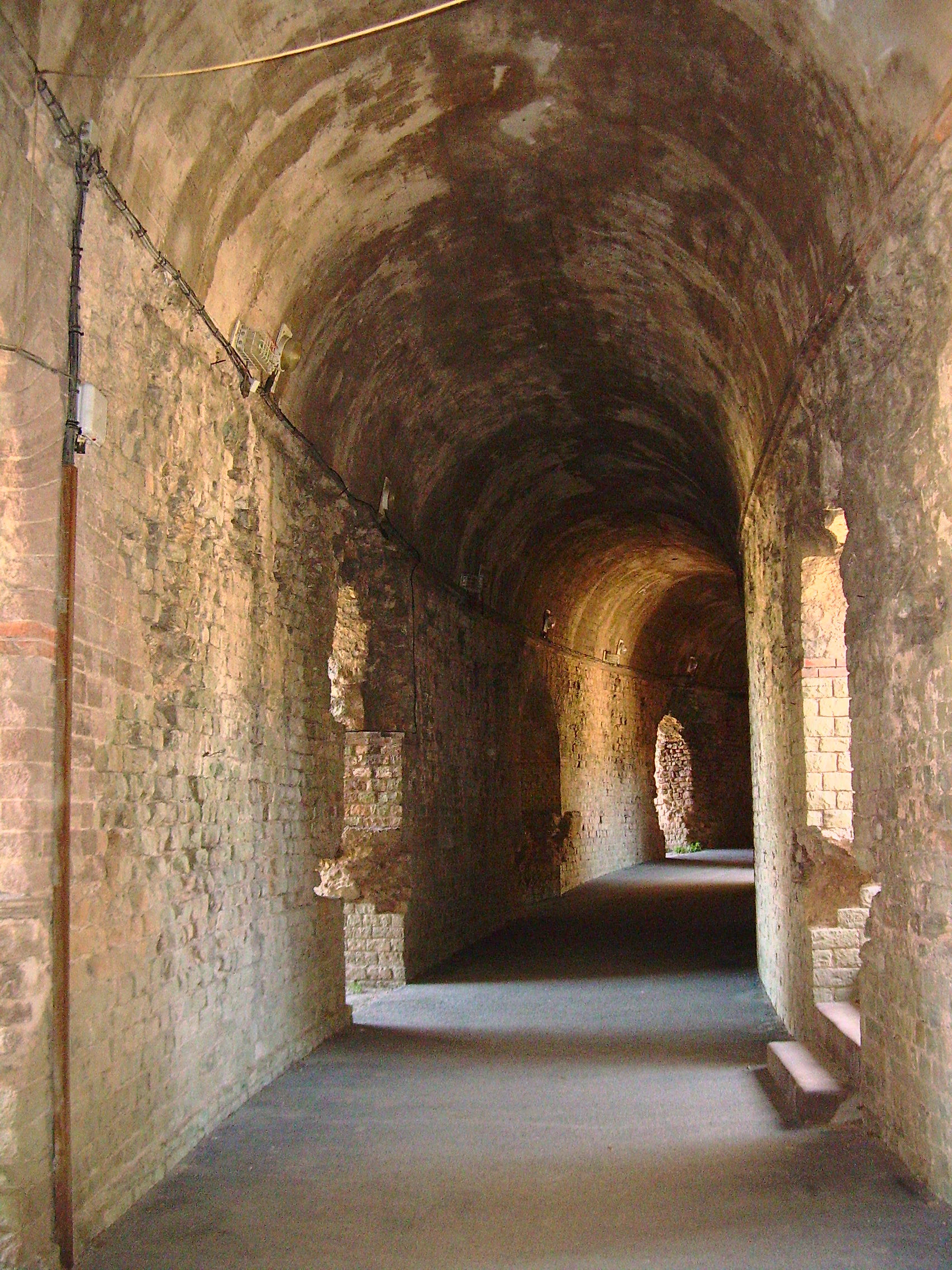
Galerie du rez-de-chaussée, en 2007.

La date de construction de l'amphithéâtre n'a pas été clairement établie. Une brique estampillée « Castoris », trouvée au départ d'une voûte de la galerie de circulation du rez-de-chaussée, daterait l'édifice des années 20-30. Mais il peut s'agir d'un remploi, et l'on s'accorde sur un créneau allant de la fin du Ier au début du IIe siècle apr. J.-C.

## Description

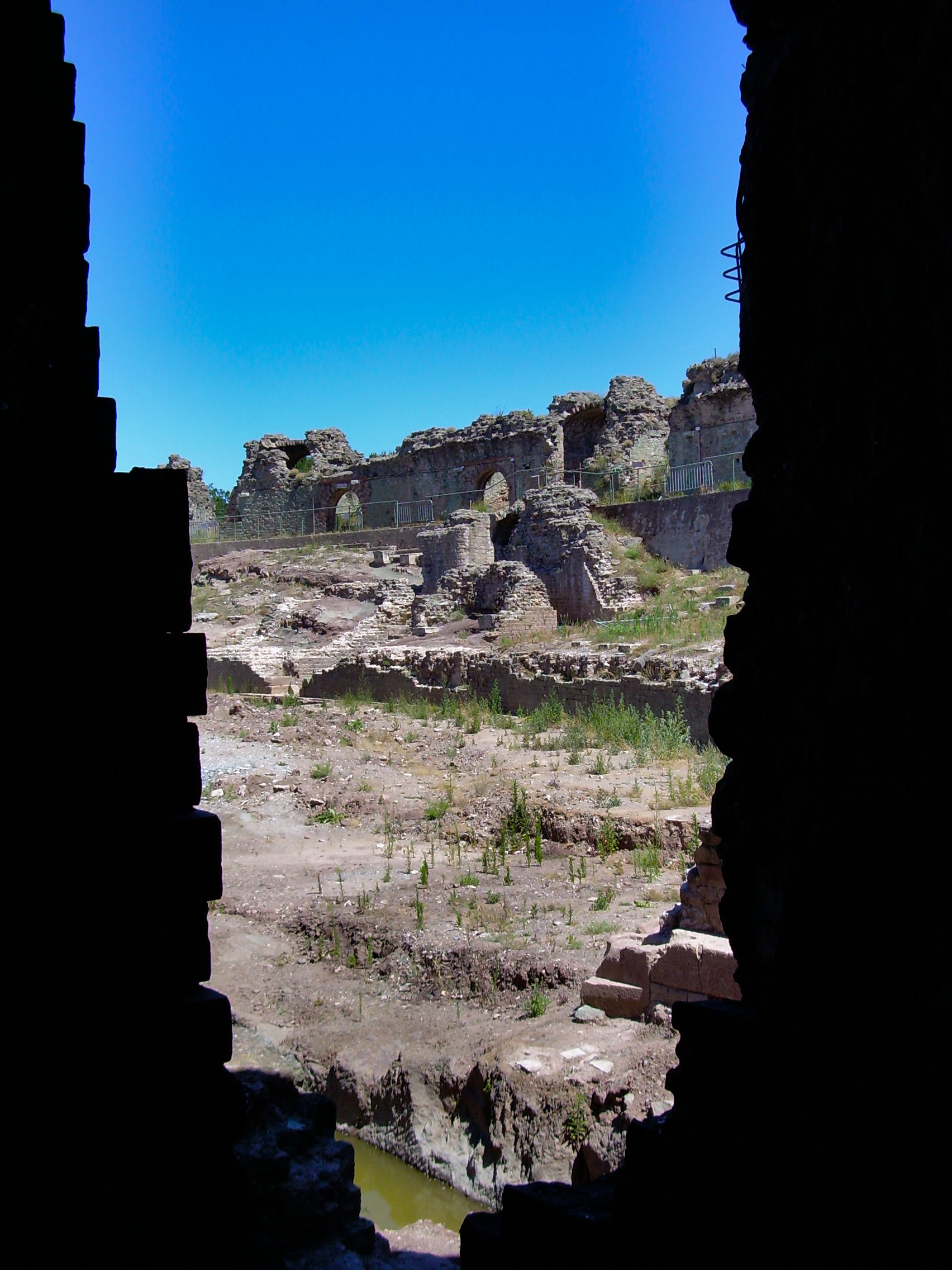
Vestiges de l'arène et de la cavea, en 2007.

La cavea, espace réservé au public, d'une capacité d'environ 12 000 spectateurs, s'adosse au nord contre la colline qui porte le rempart de la ville.
Elle pouvait être couverte d'une bâche protectrice, utilisable en cas d'intempéries ou de fortes chaleurs. Des consoles, ancrées régulièrement autour de la corniche sommitale du monument, supportaient les mâts de fixation des cordages. La manœuvre des éléments de toile constituant le velum était assurée par un système d'anneaux et de poulies.
La tribune réservée aux dirigeants de la cité - édiles, prêtres, hôtes de marque - devait être implantée au centre de la partie nord de la cavea. Une conduite était vraisemblablement aménagée à partir de l'aqueduc pour procéder au nettoyage de l'arène et des gradins.

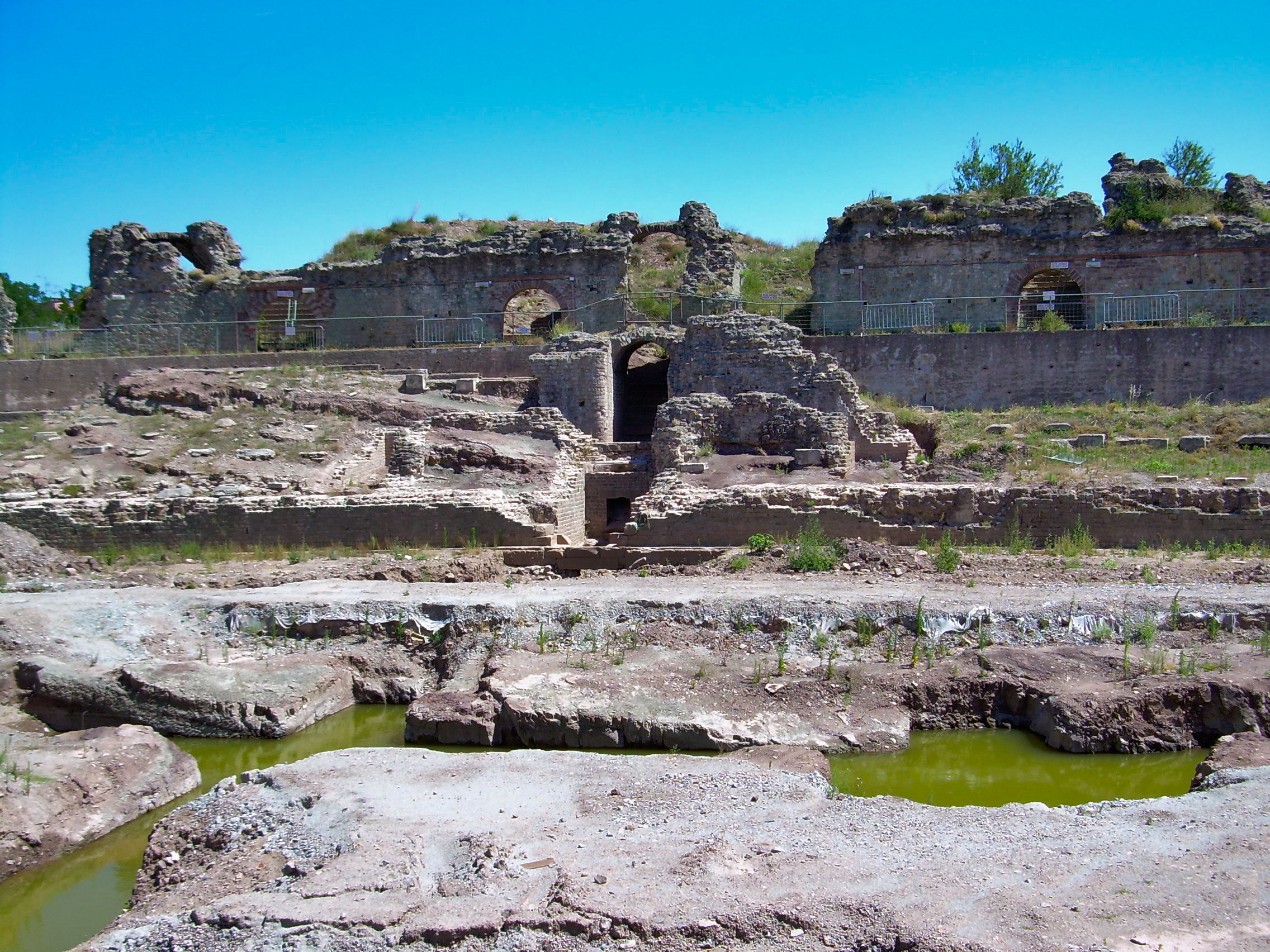
L'arène, en 2007.

Les dimensions de l'arène, autrefois recouverte de sable, sont de 67,70 mètres sur 39 mètres. Son grand axe, orienté est-ouest, est long de 113,85 mètres et son petit axe, nord-sud, de 82,20 mètres.
Les spectateurs en étaient séparés par un mur appelé podium.

## Les jeux
Les jeux du cirque, pratiqués ici comme dans tout l'Empire romain, consistaient en des combats de gladiateurs et de bêtes sauvages importées d'Afrique, mais on a évoqué à l'amphithéâtre de Fréjus la possibilité de représentations de combats navals (naumachies), malgré les dimensions réduites de l'arène qui comporte, en son milieu, une fosse cruciforme probablement destinée à l'installation de machines d'élévation des animaux et des décors.

## Études archéologiques

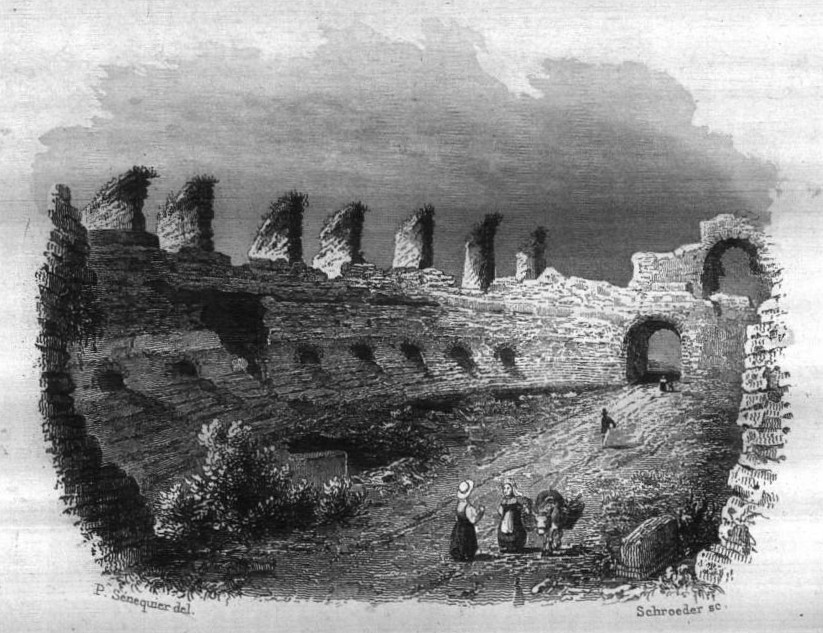
Gravure de l'amphithéâtre de Fréjus en 1838.

Les premières fouilles sérieuses commencèrent en 1828 avec les travaux de l'architecte Charles Texier. Une première opération fut tentée dès 1817, mais de faible envergure. En 1840, l'amphithéâtre a été classé au titre des monuments historiques. Puis travaillèrent sur le site Bullock-Holl, en 1904, et Jules Formigé, architecte en chef des monuments historiques, en 1932-1933.
Une campagne de restauration récente (1986-87) a porté sur la moitié sud de la cavea, mais elle semble bien être un échec tant technique qu'esthétique.
L'amphithéâtre romain de Fréjus n'a pas toujours été aussi lisible qu'il a pu l'être avant 2007 : semi-enterré avant la rupture du barrage de Malpasset en décembre 1959, il a été complètement dégagé par la violence des eaux.
Il est mis à contribution depuis le XIXe siècle pour l'organisation de spectacles de corridas et de concerts.

## Rénovation auXXIesiècle

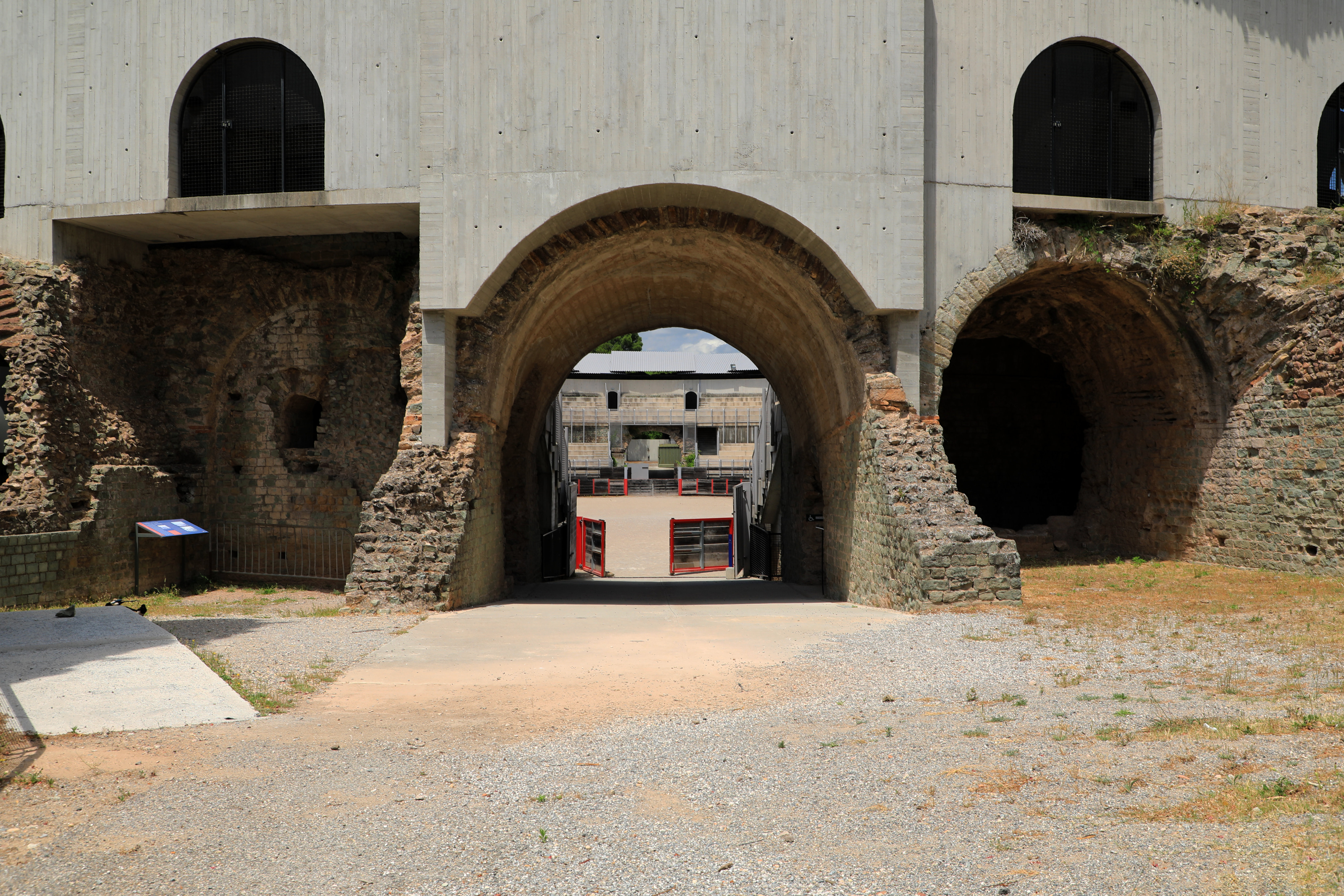
Entrée des arènes de Fréjus où le mariage de la pierre et du béton offre un spectacle laissant perplexe.

Des travaux de grande envergure sont en cours depuis 2007 : il s'agit de reconfigurer les arènes en vue d'accueillir de grands spectacles, conformément aux nouvelles règles de sécurité. 
Selon les termes de l'architecte Francesco Flavigny : « Le but de ce chantier est que cet édifice redevienne utilisable et que l’on arrête en parallèle la poursuite de la dégradation des structures. Mais il convient de prendre un premier élément en compte : ici, à Fréjus, les structures antiques n’existent plus ou quasiment plus. Les gradins, tels qu’on les connaissait ces dernières années, étaient en fait constitués d’une maçonnerie reposant sur les blocs de grès antique. Aujourd’hui, nous ne pourrions pas reproduire ces structures antiques. Le parti retenu pour ce chantier est de construire au-dessus des ruines. Dans cette démarche, c’est là le complet contraire du chantier de rénovation des arènes d’Arles. Là-bas, il s’agit de restituer des structures encore bien présentes, alors que notre but à Fréjus est de reproduire la cavea dans sa géométrie exacte, mais avec des matériaux contemporains. On va donc plutôt parler d’une enveloppe protectrice qui planera au-dessus des ruines mais ne les cachera en rien. »
Les critiques ne furent pas unanimes quant à la réussite de ce projet.

Aspect du monument après 2007
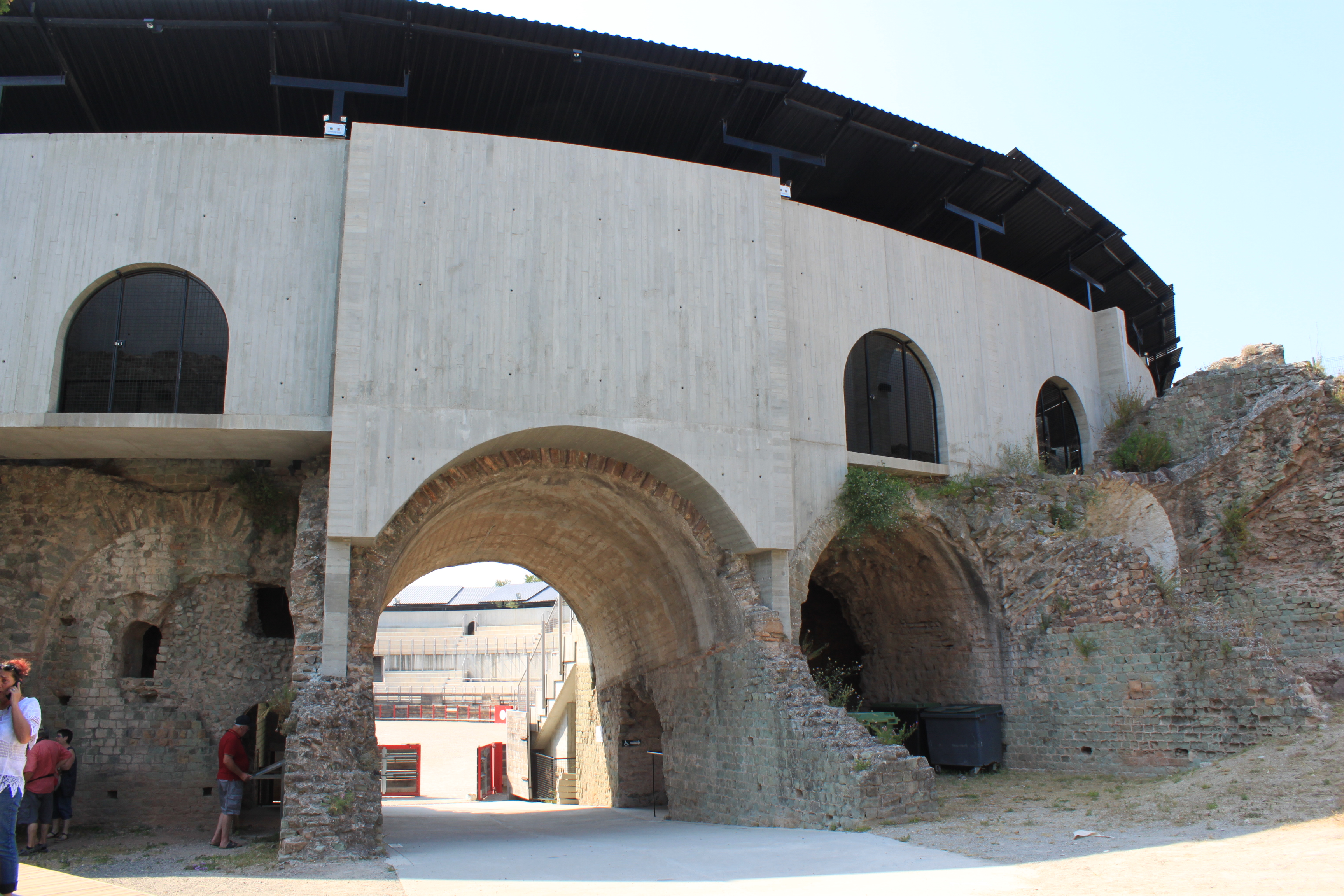
Entrée du monument : les vestiges romains sont traversés par des piliers et des murs de béton. Des tôles coiffent les parties extérieures.
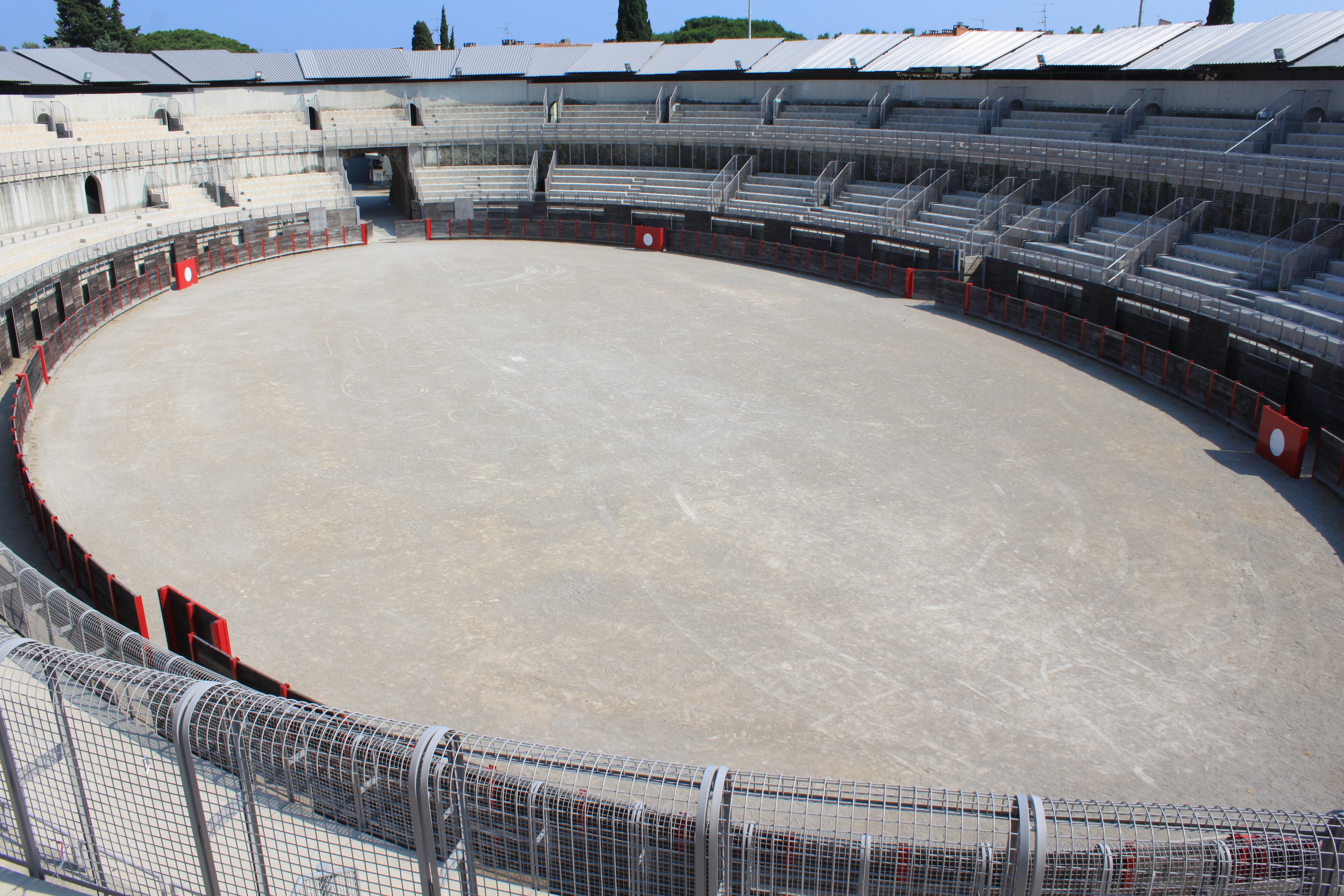
Grilles galvanisées, gradins de béton, tôles ondulées.